# Jonathan Varane
Pour les articles homonymes, voir Varane.
Jonathan Varane, né le 9 septembre 2001 à Lille (Nord), est un footballeur français international martiniquais évoluant au poste de milieu de terrain aux Queens Park Rangers.

## Biographie

### Formation à Lens, prêt à Rodez
Jonathan Varane, natif de Lille, est le demi-frère de Raphaël Varane. Il intègre la formation du Racing Club de Lens en 2009 et remporte avec les moins de 12 ans du club, qui représentent pour l'occasion la France, la Danone Nations Cup en 2013. Sa progression au sein des équipes de jeunes du RC Lens lui permet de signer en mai 2021 un contrat professionnel. Il évolue alors au poste de milieu défensif après avoir connu dans sa formation des postes d'attaquant ou de milieu relayeur,,. Convoqué pour la première fois avec l'équipe professionnelle à l'occasion du match de championnat Stade brestois 29-RC Lens, il dispute son premier et dernier match de Ligue 1 avec Lens le 10 décembre 2021 en déplacement contre le FC Nantes où il entre en jeu dans les arrêts de jeu de la rencontre remportée 3-2 par les Nantais. En janvier 2022, il fait l'objet d'un prêt sans option d'achat au Rodez AF, un club évoluant alors en milieu de tableau de Ligue 2. Il dispute six rencontres sous les couleurs ruthénoises dont seulement une en tant que titulaire dans ce club qui obtient en fin de saison son maintien à ce niveau. Alors en fin de contrat avec le RC Lens, celui-ci n'est pas prolongé par le club artésien.

### Real Sporting de Gijón
En août 2022, Jonathan Varane rejoint le Sporting de Gijón pour deux saisons. Ne pouvant jouer qu'en équipe réserve pendant son premier semestre en Espagne, il dispute son premier match en équipe première le 3 janvier 2023 lors d'une victoire 2-0 contre le Rayo Vallecano en Coupe d'Espagne. Initialement remplaçant, il devient un titulaire régulier à partir du mois de mars, participe à 18 rencontres durant la deuxième moitié de saison et prolonge son contrat jusqu'en juin 2027.

### Queens Park Rangers
En août 2024, Jonathan Varane signe pour trois saisons avec le club anglais des Queens Park Rangers, qui évolue en Championship. Le coût du transfert est estimé à 1,5 million d'euros. Le 11 janvier 2025, il marque son premier but pour QPR à la 18ème minute du match de FA Cup contre Leicester City.

## Statistiques
| Saison                | Club                   | Championnat           | Championnat | Championnat | Coupe nationale | Coupe nationale | Coupe de la Ligue | Coupe de la Ligue | Barrages | Barrages | Martinique | Martinique | Total | Total |
| Saison                | Club                   | Division              | M.          | B.          | M.              | B.              | M.                | B.                | M.       | B.       | M.         | B.         | M.    | B.    |
| 2021-2022             | RC Lens                | Ligue 1               | 1           | 0           | -               | -               | -                 | -                 | -        | -        | -          | -          | 1     | 0     |
| 2021-2022             | Rodez AF               | Ligue 2               | 6           | 0           | -               | -               | -                 | -                 | -        | -        | -          | -          | 6     | 0     |
| 2022-2023             | Real Sporting de Gijón | Segunda División      | 17          | 0           | 1               | 0               | -                 | -                 | -        | -        | -          | -          | 18    | 0     |
| 2023-2024             | Real Sporting de Gijón | Segunda División      | 22          | 0           | 2               | 0               | -                 | -                 | 1        | 0        | -          | -          | 25    | 0     |
| Sous-total            | Sous-total             | Sous-total            | 39          | 0           | 3               | 0               | -                 | -                 | 1        | 0        | -          | -          | 43    | 0     |
| 2024-2025             | Queens Park Rangers    | Championship          | 39          | 0           | 1               | 1               | 3                 | 0                 | -        | -        | 2          | 0          | 45    | 1     |
| Total sur la carrière | Total sur la carrière  | Total sur la carrière | 85          | 0           | 4               | 1               | 3                 | 0                 | 1        | 0        | 2          | 0          | 95    | 1     |